# NBA 2K21
NBA 2K21 — это баскетбольный спортивный симулятор, разработанный Visual Concepts и изданный 2K Sports, основанный на Национальной баскетбольной ассоциации (НБА). Это 22-я игра в серии NBA 2K. Она вышла 4 сентября 2020 года на PC, Nintendo Switch, PlayStation 4, Xbox One и для облачного сервиса Stadia и 12 ноября того же года на PlayStation 5 и Xbox Series X/S.
NBA 2K21 Arcade Edition была выпущена в Apple Arcade 2 апреля 2021 года.

## Промоушен
В середине лета было сообщено, что на обложке игры будет изображён Дамиан Лиллард.

## Восприятие
| Сводный рейтинг       | Сводный рейтинг                                |
| Агрегатор             | Оценка                                         |
| --------------------- | ---------------------------------------------- |
| Metacritic            | NS: 69/100 PC: 67/100 PS4: 68/100 XONE: 67/100 |
| Иноязычные издания    |                                                |
| Издание               | Оценка                                         |
| Game Informer         | 7/10                                           |
| GameSpot              | 6/10                                           |
| IGN                   | 6/10                                           |
| Nintendo Life         | [ 14 ]                                         |
| Nintendo World Report | 6,5/10                                         |
| Push Square           | [ 16 ]                                         |

За первую неделю в Японии было продано 8 541 копий игры для PlayStation. К концу декабря 2020 года было продано около 8 миллионов копий игры.
Игра была номинирована на премию The Game Awards 2020 в категории «Лучшая спортивная/гоночная игра».